# Pazius pectinatus
Pazius pectinatus är en näbbsländeart som beskrevs av George W. Byers 1977. Pazius pectinatus ingår i släktet Pazius och familjen styltsländor. Inga underarter finns listade i Catalogue of Life.